# Музашвили, Николай Георгиевич
Никола́й Гео́ргиевич Музашви́ли (осет. Музаты Георгийы фырт Николай; род. 15 апреля 1924, селение Чардахи, Мцхетский район, Грузинская ССР — 1992) — советский спортсмен, участвовавший в соревнованиях по классической и вольной борьбе, а также самбо и дзюдо, двукратный чемпион СССР и бронзовый призёр чемпионата мира по вольной борьбе. Мастер спорта СССР международного класса по вольной борьбе. Участник Великой Отечественной войны.

## Биография
Родился 15 апреля 1924 года в селении Чардахи Мцхетского района Грузинской ССР в осетинской семье. Принимал участие в Великой Отечественной войне. Служил на крейсере «Ворошилов», где и начал заниматься борьбой под руководством Ивана Бочарова. Был чемпионом Черноморского флота. В 1949 году стал чемпионом РСФСР по греко-римской борьбе. Выступал за «Динамо» Тбилиси, где тренировался у Вахтанга Кухианидзе. Трёхкратный серебряный призёр чемпионатов СССР (1950, 1951, 1952). В 1953 году становится чемпионом СССР в Тбилиси. В 1954 году становится бронзовый призёром чемпионата мира в Токио и чемпионом СССР в Ленинграде.
После завершения спортивной карьеры начал работать тренером в своей школе борьбы в районе Мухиани (Грузия).
Умер в 1992 году.

## Спортивные достижения
- Чемпион РСФСР по греко-римской борьбе (1949);

### Выступления на чемпионатах СССР
- Чемпионат СССР по вольной борьбе 1950 года — ;
- Чемпионат СССР по вольной борьбе 1951 года — ;
- Чемпионат СССР по вольной борьбе 1952 года — ;
- Чемпионат СССР по вольной борьбе 1953 года — ;
- Чемпионат СССР по вольной борьбе 1954 года — ;